# Розново
Розново — посёлок в Брянском районе Брянской области, в составе Журиничского сельского поселения. Расположен в 5 км к юго-западу от села Журиничи. Население — 2 человека (2010).
Упоминается с 1920-х годов. В 1 км к северу — железнодорожная платформа «16 км» на линии Брянск—Дудорово.
| Годы      | 1926 | 1979 | 1989 | 2002 | 2010 |
| --------- | ---- | ---- | ---- | ---- | ---- |
| Население | 51   | 28   | 4    | 2    | 2    |